# Annette Lewis Phinazee
Alethia Annette Lewis Hoage Phinazee (née le 23 juillet 1920 à Orangeburg (Caroline du Sud) et morte le 17 septembre 1983 à Durham (Caroline du Nord)) est la première femme et la première femme afro-américaine à obtenir un doctorat en bibliothéconomie de l’université Columbia. Elle est considérée comme une pionnière dans son travail en tant que bibliothécaire et éducatrice.[citation nécessaire]

## Jeunesse et formation
Annette Lewis Phinazee naît à Orangeburg, en Caroline du Sud de parents tous deux éducateurs : William Charles et Althia Lightner Lewis.
Annette Lewis Phinazee étudie dans les écoles publiques d’Orangeburg et est diplômée d’une licence en langues étrangères modernes à l’université Fisk en 1939. Elle obtient le diplôme de licence en bibliothéconomie en 1941 et le diplôme de master en bibliothéconomie en 1948 à l'université de l'Illinois à Urbana-Champaign. En 1961, elle est la première femme et la première femme afro-américaine à obtenir un doctorat en bibliothéconomie à l’université Columbia. Sa thèse « La classification de la Bibliothèque du Congrès aux États-Unis : une enquête d’opinions et de pratiques en tenant compte des problèmes de structure et d’application » est considéré comme un travail fondateur en sciences des bibliothèques,. Son travail de recherche, qui étudie la manière dont la classification de la Bibliothèque du Congrès est utilisée par les bibliothécaires et par les usagers, est l’un des premiers cas où l’usage du système par les usagers est pris en considération.

## Carrière
Annette Lewis Phinazee commence sa carrière d’enseignante en Caroline du Nord à l’école Caswell County Training de 1939 à 1940 en tant qu’enseignante-bibliothécaire. Elle est catalogueuse à la bibliothèque du Talladega College en Alabama de 1941 à 1942. De 1942 jusqu’en 1944, elle occupe le poste de bibliothécaire journaliste à l’université Lincoln dans le Missouri. De 1946 à 1957, elle enseigne le catalogage et la classification à l’école de services en bibliothèque à l’université d’Atlanta. Annette Lewis Phinazee exerce en tant que catalogueuse à l’université du Sud de l’Illinois de 1957 à 1962. Elle retourne à l’université d’Atlanta en tant que responsable des services spéciaux qui incluent la gestion la « Negro Collection » de la bibliothèque Trevor Arnett, un fonds « American Africana » mondialement reconnu. De 1963 à 1967, elle revient vers l’enseignement à l’école des services en bibliothèques. En 1969, Annette Lewis Phinazee devient directrice adjointe de la bibliothèque centrale du « Cooperative College » d’Atlanta. Elle est reconnue par ses collègues pour être une éducatrice et conseillère pour des générations de bibliothécaires afro-américains. Elle a reçu les honneurs du Caucus noir de l’American Library Association en 1975.

## Héritage
Annette Lewis Phinazee meurt le 17 septembre 1983. En 1984, le département Bibliothèque et sciences de l’information de l’université du centre de la Caroline du Nord crée le prix Annette Lewis Phinazee. Le prix est conçu pour commémorer son travail visant à améliorer l’accès à la littérature jeunesse afro-américaine aux populations de Caroline du Nord. Ce prix récompense chaque année une personne ou une organisation œuvrant dans la même thématique. Annette Lewis Phinazee est récompensée de façon posthume en recevant le prix Distinguished Service de l’association de la bibliothèque de Caroline du Nord.